# Pseudoprionopeltis cinereus
Pseudoprionopeltis cinereus är en mångfotingart som beskrevs av Carl 1902. Pseudoprionopeltis cinereus ingår i släktet Pseudoprionopeltis och familjen Dalodesmidae. Inga underarter finns listade i Catalogue of Life.